# Professeur Reid de musique
Professeur Reid de musique est un poste d'enseignant créé au sein de l'université d'Édimbourg en 1839 à partir de fonds fournis par un legs du général John Reid (en).

## Histoire
À sa mort, Reid laisse une fortune de plus de 50 000 £. Sous réserve de l'intérêt de sa fille unique qui avait épousé un M. Robertson sans son consentement, il laisse cette somme pour fonder une chaire de professeur de musique à l'université d'Édimbourg et aussi pour servir à l'achat d'une bibliothèque ou autrement utilisée de telle manière que le principal et les professeurs de l'université penseraient appropriée.
En conséquence, la chaire de  musique est créée après la mort de la fille en 1839. Le fonds s'élève alors à environ 7 000 £ mais les autorités universitaires se prévalent largement de la discrétion qui leur est donnée dans l'usage de l'argent. Ils détournent la majeure partie de celui-ci de l'objet principal prévu dans le testament de Reid à autres usages et fixent le salaire du professeur à 300 £, le minimum prévu.

## Liste des professeurs
- John Thomson (1838–1839)
- Henry Rowley Bishop (1841–1843)
- John Donaldson (1845–1865)
- Herbert Oakeley (1865–1891)
- Frederick Niecks (1891–1914)
- Donald Tovey (1914–1940)
- Sidney Newman (1941–1970)
- Kenneth Leighton (1970–1988)
- Nigel Osborne (1989–2012)[3]